# Boletina montana
Boletina montana är en tvåvingeart som beskrevs av Garrett 1924. Boletina montana ingår i släktet Boletina och familjen svampmyggor.
Artens utbredningsområde är British Columbia. Inga underarter finns listade i Catalogue of Life.